# Одла
Одла — річка в Польщі й Білорусі у Сокульському повіті й Берестовицькому районі Підляського воєводства та Гродненській області. Ліва притока річки Свіслоч (басейн Німану).

## Опис
Довжина річки 18 км, похил річки 3,1 м/км, площа басейну водозбору 94 км². Формується притоками, безіменними струмками та загатами.

## Розташування
Бере початок біля села Зубжиця-Мала (гміна Шудзялово). Спочатку тече переважно на північний схід понад селом Мінковце й перетинає державний кордон. Далі тече переважно на південний схід і за 3 км на південний схід від села Почобути впадає в річку Свіслоч, ліву притоку річки Німан.